# Рій (рід)
Рід Рій володів гербом Пилява (пол. Rii herbu Pilawa), Любич, Остоя, Шеліга, Шренява, Яніна — польські шляхетські, магнатські роди. Представники родів рій — державні діячі, воєначальники, діячі культури — відіграли важливу роль у історії Королівства Польського, Речі Посполитої, України. Частина представників роду володіла графськими титулами Австрійської (з 1867 року Австро-Угорської) та Російської імперій